# Discovery+
discovery+ — послуга потокової передачі, що належить і управляється компанією Discovery, Inc., яка містить каталог програмування з лінійних та цифрових мереж Discovery. Вперше він був запущений 23 березня 2020 року в Індії, і в даний час доступний у США та Європі.

## Історія
Компанія Discovery, Inc. спочатку запустила Discovery + в Індії 23 березня 2020 року та включала вміст різних брендів Discovery.  У вересні 2020 року Discovery оголосила про плани випустити міжнародну версію discovery+ на початку 2021 року. 
У жовтні 2020 року було оголошено, що Dplay буде перейменовано на discovery+ у Данії, Великій Британії та Ірландії в наступному місяці.  
У грудні 2020 стало відомого що Megogo отримав ліцензію на дистрибуцію контенту та брендування сервісу в Україні, Білорусі, Молдові, Литві, Естонії, Грузії, Вірменії, Азербайджані, Узбекистані, Туркменістані, Таджикистані, Киргизстані та Казахстані на власній платформі. 
4 січня 2021 року в США запустився discovery+ як з платною підтримкою, так і без реклами.  
5 січня 2021 року discovery+ замінило Dplay в Європі.    

## Підтримка пристрою та функції обслуговування
discovery+ доступний для прослуховування з допомогою веббраузерів на PC і Mac, а також додатків на пристроях Apple з iOS і Apple TV, мобільних пристроях Android і Android TV, пристроях Amazon, такі як Fire TV і Fire HD, Chromecast, Roku, Xbox One, і Xbox Series X і Series S. 

## Оригінальні програми
Оригінальне програмування, що здійснюється discovery+, включає виділення програм із мереж Discovery.  Він також включає попередній перегляд мережі Magnolia — майбутній перезапуск мережі DIY, яку очолюють Чіп та Джоанна Гейнс із серії HGTV Fixer Upper — включаючи спеціальні попередні перегляди та прем'єрні епізоди десяти оригінальних серій. 

## Зовнішні посилання
- Офіційний сайт